# Bärbel Friedrich
Bärbel Friedrich (* 29. Juli 1945 in Göttingen) ist eine deutsche Mikrobiologin.
Friedrich studierte Biologie an der Universität Göttingen mit dem Diplom-Abschluss 1970 und der Promotion in Mikrobiologie 1973 bei Hans Günter Schlegel (Regulation der Biosynthese von Phenylalanin und Tyrosin bei Hydrogenomonas eutropha Stamm H16). Als Post-Doktorandin war sie 1975/76 am Massachusetts Institute of Technology und forschte danach weiter am Institut für Mikrobiologie in Göttingen, wo sie sich 1983 habilitierte. 1985 wurde sie Professorin für Mikrobiologie an der FU Berlin und ab 1994 an der Humboldt-Universität zu Berlin. Seit 2008 ist sie Wissenschaftliche Direktorin des Alfried-Krupp-Wissenschaftskollegs Greifswald.
Sie befasst sich insbesondere mit Funktion und Biosynthese von Metallproteinen, Katalyse von Hydrogenasen und ihre Anwendung in der Biotechnologie und funktionelle Genomanalyse in Bakterien. Unter anderem untersuchte sie Wasserstoffproduktion durch das aerobe Bakterium Ralstonia eutropha (das Nickel-Eisen-haltige Hydrogenasen verwendet) und die Entwicklung darauf basierender natürlicher oder die Natur nachahmender (biomimetischer) Systeme zur Wasserstoffproduktion. Wasserstoffgewinnung über Bakterien steht wegen der potenziellen Nutzung als Brennstoff seit längerem im Fokus der Forschung. Obwohl die Nutzung von Wasserstoff als Energiequelle wahrscheinlich in der Frühzeit des Lebens eine große Rolle spielte und extremophile Bakterien (Archaeen), die als nächste Verwandte der ersten Lebensformen auf der Erde gelten, meist über entsprechende Enzyme verfügen, ist die Steuerung der Wasserstoffnutzung bei höheren Bakterien, die Wasserstoff nur als Zusatzenergiequelle nutzen, wie Friedrich und Kollegen fanden, ziemlich komplex und stellt bei diesen vermutlich eine evolutionäre Neuentwicklung dar. Nötig sind dafür auch Sensormechanismen für Wasserstoff in dem Bakterium, was wegen der geringen Größe der Wasserstoffmoleküle eine besondere Herausforderung an die Bakterienzellen darstellt.
Sie ist Gruppenleiterin im Exzellenzcluster des DFG Unifying Concepts in Catalysis auf dem Gebiet der Analyse von Struktur und Funktion Sauerstoff-toleranter Hydrogenasen.
Sie ist Mitglied der Berlin-Brandenburgischen Akademie der Wissenschaften (1994) und der Leopoldina (1994), deren Vizepräsident sie seit 2005 ist. Außerdem ist sie seit 2001 Korrespondierendes Mitglied der Akademie der Wissenschaften zu Göttingen, seit 1997 Korrespondierendes Mitglied der Nordrhein-Westfälischen Akademie der Wissenschaften und war 1997 bis 2003 Vizepräsidentin der Deutschen Forschungsgemeinschaft (DFG). 2003 bis 2005 war sie in der Enquete-Kommission für Medizinethik des Bundestags. 2013 erhielt sie das Verdienstkreuz am Bande der Bundesrepublik Deutschland und den Arthur-Burkhardt-Preis, 2016 die Verdienst-Medaille der Leopoldina und 2021 den Bayerischen Maximiliansorden für Wissenschaft und Kunst.